# Třída Settembrini
Třída Settembrini byla třída ponorek italského královského námořnictva. Celkem byly postaveny dvě jednotky této třídy. Ve službě v italském námořnictvu byly v letech 1932–1947. Účastnily se bojů druhé světové války. Za války byla jedna ztracena.

## Stavba
Ponorky konstrukčně vycházely z třídy Mameli. Měly však vylepšenou stabilitu, větší dosah a o dva záďové torpédomety posílenou výzbroj. Celkem byly postaveny dvě ponorky této třídy. Postavila je italská loděnice Tosi v Tarentu. Do služby byly přijaty roku 1932.
Jednotky třídy Settembrini:
| Jméno             | Založení kýlu | Spuštěna        | Vstup do služby | Poznámky |
| ----------------- | ------------- | --------------- | --------------- | --- |
| Luigi Settembrini | 1928          | 28. září 1930   | leden 1932      | Dne 15. listopadu 1944 byla během cvičení východně od Bermudy omylem potopena americkým eskortním torpédoborcem USS Frament (APD-77). |
| Ruggiero Settimo  | 1928          | 29. března 1931 | duben 1932      | Vyřazena 1947. |

## Konstrukce
Hlavňovou výzbroj představoval jeden 102mm kanón a dva 13,2mm kulomety. Dále nesly osm 533mm torpédometů (čtyři příďové a čtyři záďové) se zásobou 12 torpéd. Pohonný systém tvořily dva diesely Tosi o výkonu 3000 bhp a dva elektromotory Ansaldo o výkonu 1400 bhp, pohánějící dva lodní šrouby. Nejvyšší rychlost dosahovala 17,5 uzlu na hladině a 7,7 uzlu pod hladinou. Dosah byl 9000 námořních mil při rychlosti osm uzlů na hladině a 80 námořních mil při rychlosti čtyři uzly pod hladinou. Operační hloubka ponoru dosahovala 90 metrů.